# Taoia chuansiensis
Taoia chuansiensis är en insektsart som först beskrevs av Tao 1964.  Taoia chuansiensis ingår i släktet Taoia och familjen långrörsbladlöss. Inga underarter finns listade i Catalogue of Life.